# (1161) Thessalia
(1161) Thessalia – planetoida z pasa głównego asteroid okrążająca Słońce w ciągu 5 lat i 241 dni w średniej odległości 3,17 au. Została odkryta 29 września 1929 roku w Landessternwarte Heidelberg-Königstuhl w Heidelbergu przez Karla Reinmutha. Nazwa planetoidy pochodzi od Tesalii, krainy historycznej w Grecji. Przed nadaniem nazwy planetoida nosiła oznaczenie tymczasowe (1161) 1929 SF.